# Breniger Mühlenbach
Der Breniger Mühlenbach ist ein fast 4 Kilometer langer, linker und westlicher Zufluss des Alfterer Bornheimer Bachs, der im nordrhein-westfälischen Rhein-Sieg-Kreis verläuft.

## Verlauf
Der Bach entspringt etwa einen Kilometer südlich des Bornheimer Stadtteils Brenig im Naturschutzgebiet Mühlbachtal. Die Quelle liegt auf einer Höhe von 135 m ü. NHN. Vorwiegend nach Norden abfließend, passiert der Bach Brenig und gelangt in den Stadtkern von Bornheim, den er verrohrt durchfließt. Außerhalb des Ortskerns fließt er offen weiter und mündet einen Kilometer nördlich der Stadt nahe dem „Eichenkamp“ in  den Rhein-Zufluss Alfterer Bornheimer Bach.